# Галактика Треугольника
Галактика Треугольника (M 33, NGC 598) — спиральная галактика типа Sc, одна из ближайших галактик к Млечному Пути, удалённая от него на 850 килопарсек. Находится в Местной группе и занимает в ней третье место по размеру, массе и светимости после Галактики Андромеды и Млечного Пути.
По своим параметрам M 33 в целом не выделяется среди галактик её типа. Диаметр M 33 составляет 18,8 килопарсек, что вдвое меньше, чем у Млечного Пути, в ней содержится 40 миллиардов звёзд, в то время как в нашей Галактике, по разным оценкам, от 100 до 400 миллиардов. Главной составляющей галактики является её диск. Спиральные рукава галактики фрагментированы и не слишком туго закручены. Имеется слабовыраженный балдж, также наблюдается гало. Ядро яркое и компактное, сверхмассивная чёрная дыра в нём отсутствует.
Звёздные скопления в галактике Треугольника отличаются от таковых в Млечном Пути — они более равномерно распределены по светимостям и возрастам, чем в нашей Галактике, между скоплениями различных типов нет чётких границ. M 33 богата областями H II — в галактике их около 3000, самая крупная, массивная и яркая из них — NGC 604. По размеру и светимости в Местной группе она уступает лишь Туманности Тарантул в Большом Магеллановом Облаке.
Общая масса звёзд в галактике составляет 5,5⋅109 M⊙, средняя металличность равна −1 и понижается от центра к краю галактики. Темп звездообразования выше среднего для галактики с таким количеством звёзд и составляет 0,34—0,44 M⊙ в год, а бо́льшая доля массы звёзд сформировалась в период 3—6 миллиардов лет назад. В центральной части галактики процесс звездообразования начался раньше, чем на периферии, из-за чего доля старых звёзд наиболее велика в центре.
В галактике известно большое количество рентгеновских источников и переменных звёзд. Ярчайший из постоянных рентгеновских источников во всей Местной группе — M33 X-8 — находится в ядре галактики Треугольника.
Галактику Треугольника открыл Шарль Мессье в 1764 году, хотя, возможно, её наблюдал ещё Джованни Баттиста Годиерна до 1654 года. Большой вклад в изучение галактики внёс Эдвин Хаббл: в 1926 году он опубликовал подробную статью, посвящённую галактике, в которой, в частности, доказал внегалактическую природу объекта.
M 33 наблюдается в созвездии Треугольника. С видимой звёздной величиной +5,7m эта галактика — один из самых далёких объектов, которые возможно увидеть невооружённым глазом.

## Свойства

### Основные характеристики
Галактика Треугольника (M 33, NGC 598) — спиральная галактика, расположенная в Местной группе, являющаяся одной из ближайших галактик к Млечному Пути — расстояние до неё составляет 850 ± 20 килопарсек (2,77 ± 0,07 млн световых лет). В Местной группе, содержащей около 50 галактик, M 33 занимает третье место по размеру, светимости и массе. По этим показателям она уступает лишь Млечному Пути и Галактике Андромеды ― спиральным галактикам, доминирующим в группе. Эти три галактики ― единственные спиральные в Местной группе, если не считать однорукавные карликовые магеллановы спирали (такие как БМО, ММО, NGC 3109).
По своим параметрам M 33 в целом не выделяется среди спиральных галактик поздних типов. Диаметр галактики немного больше среднего: его величина, измеренная по изофоте 25m на квадратную секунду дуги в фотометрической полосе B, составляет 18,8 килопарсек. Эта величина приблизительно вдвое меньше, чем у двух крупнейших галактик группы. Абсолютная звёздная величина в полосе V равна −18,9m. Общая масса с учётом тёмной материи, заключённая в пределах 23 килопарсек от центра галактики, составляет 7,9⋅1010 M⊙, из этой массы на звёзды и газ приходится 11 %. В галактике Треугольника 40 миллиардов звёзд, что значительно меньше, чем в Млечном Пути ― где, по разным оценкам, их количество составляет от 100 до 400 миллиардов.
Видимая звёздная величина M 33 в полосе V составляет +5,72m, показатель цвета B−V равен 0,6m. Плоскость диска галактики наклонена под углом 56° к картинной плоскости, большая ось видимого диска галактики находится под позиционным углом 23°. Северо-восточная часть галактики расположена ближе к Земле, чем юго-западная.

### Структура
Галактика Треугольника — спиральная галактика позднего типа: её спиральные рукава раскрыты и не слишком туго закручены, а балдж выражен слабо, поэтому в классификации Хаббла она относится к типу Sc или даже Scd. В галактике Треугольника отсутствует бар, а спиральные рукава начинаются в самом центре галактики, и в классификации де Вокулёра она обозначается как SAc(s). M 33 имеет галактический класс светимости II—III.
Главная составляющая M 33 — галактический диск, хорошо описываемый экспоненциальным профилем с масштабом около 2 килопарсек, который простирается не менее чем на 8 килопарсек по радиусу. Галактика Треугольника обладает многочисленными фрагментированными спиральными рукавами, поэтому её относят к флоккулентным.
Диск делится на тонкий диск с дисперсией скоростей в 15 км/с, состоящий из молодых звёзд и газа, и толстый диск с дисперсией, равной 47 км/c — к этим компонентам относится, соответственно, 66 % и 30 % звёзд галактики.
К галактическому гало относится 4 % звёзд, отдельные звёзды наблюдаются на расстояниях до 40 килопарсек от центра. Наличие балджа в галактике долгое время было под вопросом — разные исследования и подтверждали, и опровергали его. По данным, полученным с космического телескопа Спитцер, балдж присутствует, но очень мал — его радиус равняется 0,4 килопарсека, а светимость — 4 % от общей светимости галактики.
Ядро галактики Треугольника яркое и компактное. Его видимая звёздная величина в полосе V составляет 14,54m, следовательно, абсолютная равна −10,2m, а показатель цвета B−V равен в среднем 0,65m ― цвет более голубой, чем мог бы наблюдаться у типичного шарового скопления. Цвет не одинаков во всём ядре: к центру ядро становится более голубым. Радиус ядра составляет 0,14 парсека и оно имеет эллиптическую форму: сплюснутость составляет 0,16. Дисперсия скоростей в ядре составляет 21 км/с, а отношение массы к светимости невелико и составляет 0,4 M⊙/L⊙. В ядре присутствуют два относительно молодых звёздных населения. Возраст первого составляет 1 миллиард лет, а общая масса ― 8⋅105 M⊙, второе население имеет возраст в 40 миллионов лет и массу 104 M⊙. Более молодые звёзды сильнее сосредоточены к центру, поэтому цвет ядра в центре более голубой. В ядре галактики также находится M33 X-8 ― самый мощный из постоянных источников рентгеновского излучения во всей Местной группе (см. ниже). Сверхмассивная чёрная дыра в центре M 33 отсутствует.

### Звёздные скопления
В галактике Треугольника известно не менее 264 подтверждённых звёздных скоплений. В каталоге протяжённых объектов в M 33, составленном с помощью телескопа CFHT, 3554 объектов являются кандидатами в звёздные скопления. Детальный анализ 60 кандидатов показал, что только 21 объект является скоплением ― остальные оказались астеризмами, туманностями и удалёнными галактиками. Следовательно, если во всём каталоге доля скоплений среди кандидатов такая же, то около 1400 объектов каталога должны являться скоплениями.
Скопления в галактике M 33 отличаются от таковых в Млечном Пути. В нашей Галактике наблюдаются скопления двух видов: шаровые скопления и рассеянные. Первые — старые скопления с большим количеством звёзд, населяющие балдж и гало, а вторые — молодые скопления с меньшим количеством звёзд, находящиеся в диске галактики. В Млечном Пути между объектами этих двух типов прослеживается чёткая граница, а скоплений промежуточного возраста практически не наблюдается. В галактике Треугольника граница между скоплениями различных видов более размыта и скопления более равномерно распределены по светимостям и возрастам — похожая картина наблюдается в Магеллановых Облаках.
В основном, абсолютные звёздные величины скоплений M 33 лежат в диапазоне от −4m до −9m, массы ― от 103 до 105 M⊙, возрасты ― от 107 до 109 лет. Средняя масса скопления в M 33 составляет 1,78⋅104 M⊙ — ниже, чем в Галактике Андромеды (2,69⋅105 M⊙), но выше, чем в Млечном Пути (5,24⋅102 M⊙), и близка к таковой в Большом Магеллановом Облаке (1,51⋅104 M⊙). Средняя металличность звёзд в скоплениях M 33 — −1,01, что ниже, чем в Млечном Пути (−0,19) и в Галактике Андромеды (−0,43) . Возрасты скоплений в среднем сравнительно невелики: в M 33 только 31 % скоплений старше 2 миллиардов лет, в то время как в Галактике Андромеды доля таких скоплений составляет 56 %.
Шаровые звёздные скопления в галактике Треугольника определяются по виду их орбит, указывающих на их принадлежность к гало, иногда ― по большому удалению от плоскости диска, либо по их диаграмме цвет ― светимость. Возрасты некоторых шаровых скоплений достигают 12 миллиардов лет, как и в Млечном Пути, но многие шаровые скопления значительно моложе и могут иметь возраст около 7 миллиардов лет. Более молодые шаровые скопления настолько же бедны тяжёлыми элементами, как и более старые, их типичные значения металличности ― от −1,64 до −0,65. Это означает, что в галактике Треугольника формирование массивных, бедных металлами скоплений продолжалось ещё несколько миллиардов лет после начальной вспышки звездообразования. Кроме обычных шаровых скоплений, в M 33 есть как минимум одно «протяжённое скопление» (англ. extended cluster) под названием M33-EC1 — скопление с большим размером и невысокой плотностью, в остальном сходное с шаровыми скоплениями. Подобные объекты наблюдаются в Галактике Андромеды, и считается, что они являются остатками карликовых галактик, которые лишились большинства звёзд из-за приливных взаимодействий.
Ещё один тип звёздных скоплений, практически не имеющий аналога в Млечном Пути — это «молодые населённые скопления» (англ. young populous clusters). Их абсолютные звёздные величины сопоставимы с таковыми у шаровых скоплений — от −4m до −9m, но у них меньшие массы — от 5⋅103 до 105 M⊙ и бо́льшие металличности, они значительно моложе — возрастом от 100 миллионов лет до 10 миллиардов — и относятся к галактическому диску.
Очень молодые звёздные скопления, с возрастами от 4 до 100 миллионов лет, в галактике Треугольника также присутствуют. Массы скоплений в этом диапазоне возрастов составляют от 6⋅102 до 2⋅104 M⊙, некоторые молодые скопления небольшой массы являются рассеянными скоплениями. M 33 богата OB-ассоциациями, которые очерчивают спиральные рукава галактики — это типично для спиральных галактик поздних типов.

### Межзвёздная среда
Межзвёздная среда галактики Треугольника состоит из тех же компонентов, что и в Млечном Пути. Это — межзвёздная пыль, поглощающая излучение и переизлучающая его в инфракрасном диапазоне, и газ различной температуры: от холодного молекулярного газа до очень горячего, испускающего рентгеновское излучение. К отличиям межзвёздной среды M 33 и нашей Галактики можно отнести содержание тяжёлых элементов: в галактике Треугольника металличность ниже и составляет −1,0. Как и в Млечном Пути, этот параметр уменьшается с удалением от центра галактики: градиент металличности составляет −0,01 кпк−1. Общая масса нейтрального атомарного водорода в галактике составляет 1,95⋅109 M⊙.
M 33 богата областями H II, где происходит звездообразование: всего их в галактике около 3000 и они концентрируются к галактическим рукавам. Светимости большинства из них составляют 1035—1038 эрг/с, размеры некоторых превышают 100 парсек. Кроме областей H II, в галактике содержится большое количество туманностей других типов, в частности, известно 152 планетарных туманности, 100 остатков сверхновых и 11 туманностей Вольфа — Райе.
Самая яркая, массивная и крупная из областей H II в галактике — NGC 604: среди областей H II в Местной группе по размеру и светимости она уступает лишь Туманности Тарантул в Большом Магеллановом Облаке. Диаметр NGC 604 составляет 1500 световых лет (460 парсек), в ней находится более 200 массивных звёзд с массами 15—120 M⊙, в том числе 14 звёзд Вольфа — Райе. Туманность является источником рентгеновского излучения с мощностью 9⋅1035 эрг/с.
Молекулярный водород в галактике Треугольника представлен в форме гигантских молекулярных облаков. Известно как минимум 158 таких объектов, общая масса молекулярного газа в галактике составляет 3⋅108 M⊙. В разных частях галактики доля водорода в молекулярных облаках от общего количества различается: в центре это около 60 %, в то время как на расстоянии 4 кпк от центра — 20 %. Также в галактике обнаружены водные мазеры.
Пыль в галактике Треугольника условно делится на холодную и тёплую. Холодная пыль распределена по всему диску галактики, нагревается излучением межзвёздной среды и создаёт диффузное инфракрасное излучение. Тёплая пыль нагревается областями H II и погружёнными скоплениями, поэтому области тёплой пыли излучают как точечные источники и сосредоточены к центру галактики и к спиральным рукавам.

### Звёздное население и история звездообразования
В галактике Треугольника, как и в Млечном Пути, присутствуют два основных звёздных населения: старое население гало и более молодое население диска галактики. Общая масса звёзд в галактике составляет 5,5⋅109 M⊙. Средняя металличность звёзд равна −1, её градиент составляет −0,1 кпк−1. В самых далёких областях диска значение металличности понижается до −1,6.
10 миллиардов лет назад в M 33 сформировалось большое количество звёзд с низким значением металличности −2. Эти звёзды обогатили межзвёздную среду — звёзды, образовавшиеся позднее, имеют металличность около −1, а металличность звёзд, которые формируются в настоящее время, составляет −0,7. Темп звездообразования в настоящее время составляет 0,34—0,44 M⊙ в год, что выше среднего для галактики с таким количеством звёзд. Наибольший темп звездообразования пришёлся на период 3—6 миллиардов лет назад — сейчас масса звёзд, сформированных в тот период, составляет 71 % от общей массы звёзд. В центральной части галактики процесс звездообразования начался раньше, чем на периферии, из-за чего доля старых звёзд наиболее велика в центре.
В балдже наблюдаются звёзды двух возрастов: 0,5 и 2 миллиардов лет, их металличность сравнительно велика и составляет −0,26. Средняя металличность гало составляет −1,5: гало содержит в основном старые, бедные металлами звёзды, но в нём также присутствуют и более молодые звёзды с более высоким содержанием тяжёлых элементов. Это делает гало M 33 более сходным по характеристикам с гало Галактики Андромеды, чем с гало Млечного Пути.

### Переменные звёзды
В галактике M 33 известны переменные звёзды различных типов — например, в области неба вокруг галактики каталог SDSS содержит около 36 тысяч переменных звёзд приблизительно до 24-й звёздной величины. Большинство из них — долгопериодические переменные, которых в этой области 20 тысяч; кроме того, там же находится 2 тысячи цефеид.
В галактике известны сотни затменных переменных, наиболее примечательная из которых ― рентгеновский источник M33 X-7: это редкий пример двойной звезды, одна из компонент которой ― пульсар (см. ниже).
Цефеиды ― наиболее изученный тип переменных звёзд в M 33, поскольку наличие у них зависимости период ― светимость позволяет определять расстояние до галактик. Периоды изменения блеска большинства цефеид M 33 находятся в диапазоне от 3,2 до 46 суток, средняя звёздная величина в полосе B ― от 20,0m до 21,4m, а избыток цвета B−V, вызванный межзвёздным покраснением, ― в среднем 0,1m.
Ещё один тип переменных в M 33 ― яркие голубые переменные, одни из ярчайших звёзд галактики. Всего в галактике Треугольника известно не менее десятка подтверждённых звёзд такого типа и кандидатов в них. Видимые величины этих звёзд достигают 14,5m, самая известная из них ― звезда Романо, видимая величина которой меняется от 16,5m до 17,8m.
Долгопериодические переменные также имеют зависимость период ― светимость, которая позволяет определять расстояние до них. Эволюционно эти звёзды могут быть сверхгигантами или же более тусклыми звёздами асимптотической ветви гигантов, и их распределение по светимостям имеет два пика. В галактике Треугольника лишь небольшая часть известных долгопериодических переменных относится к более тусклому пику, то есть, находится на асимптотической ветви гигантов ― гораздо меньшая, чем, например, в Большом Магеллановом Облаке.
В M 33 вспыхивает приблизительно 2,5 новых звезды в год ― типичное значение для такой галактики. Вспышек сверхновых за историю наблюдений в галактике зарегистрировано не было, но известны остатки сверхновых (см. выше).
Переменные типа RR Лиры также позволяют определять расстояние до них из соотношения между светимостью и металличностью. В распределении этих звёзд по металличностям в галактике M 33 можно выделить два пика: на значениях около −1,3 и −0,7.

### Рентгеновские источники
По данным, полученным с космического телескопа Чандра, в области на небе вокруг M 33 находится 394 источника рентгеновского излучения, но не менее половины из них не относятся к галактике, а только наблюдаются в том же направлении — несколько из них отождествлено со звёздами нашей Галактики. Самый яркий источник, M33 X-8, расположен в центре галактики (см. выше). Вплоть до расстояний в 10 минут дуги от центра наблюдается диффузное рентгеновское излучение.
Из 100 известных остатков сверхновых в галактике 31 наблюдается в рентгеновском диапазоне — эти объекты излучают в основном мягкое рентгеновское излучение. Примечательный объект такого типа — SNR21: этот остаток сверхновой погружён в область H II NGC 592. В южном спиральном рукаве галактики, где происходит активное звездообразование, находится наибольшее количество остатков сверхновых — 26, из которых 10 наблюдаются в рентгеновском диапазоне.
NGC 604 — яркая область H II (см. выше), которая излучает в рентгеновском диапазоне. В её излучении есть как диффузная компонента, так и точечный источник, но последний слишком слаб, чтобы определить его природу.
Рентгеновские двойные в галактике также присутствуют, из них наиболее примечательные — M33 X-8 и M33 X-7. Первый из них — ярчайший постоянный рентгеновский источник во всей Местной группе: его рентгеновская светимость равна 1039 эрг/с, что составляет 70 % от светимости всей галактики в рентгеновском диапазоне. Этот объект представляет собой двойную систему с чёрной дырой массой 10 M⊙, проявляет переменность с периодом 106 дней и по характеристикам похож на микроквазар GR 1915+105 в Млечном Пути. Второй объект, M33 X-7 — затменная двойная система, одна из компонент которой ― нейтронная звезда, являющаяся пульсаром с периодом 0,31 секунды, а вторая — голубой сверхгигант.

### Движение и спутники
Галактика Треугольника приближается к Солнечной системе со скоростью 179 км/с, а с учётом движения Солнечной системы в нашей Галактике, скорость сближения M 33 и Млечного Пути составляет 24 км/с. Галактика Треугольника примет участие в столкновении Млечного Пути и Галактики Андромеды, которое произойдёт через 4 миллиарда лет — есть небольшая вероятность, что M 33 столкнётся с нашей Галактикой раньше, чем Галактика Андромеды.
Один оборот вокруг своей оси галактика Треугольника делает за срок около 200 миллионов лет, с точки зрения наблюдателя на Земле это вращение происходит по часовой стрелке. Кривая вращения галактики M 33 достигает значений более 130 км/с и возрастает вплоть до 18 килопарсек от центра из-за большой массы тёмной материи в ней — по вкладу в скорость вращения тёмная материя начинает доминировать, начиная с расстояния в 3 килопарсека от центра.
Галактика Треугольника, возможно, является удалённым спутником Галактики Андромеды: в зависимости от массы последней, M 33 могла уже сделать один оборот вокруг Галактики Андромеды, либо первое сближение этих двух галактик только предстоит. Спутником M 33, возможно, является небольшая галактика LGS 3.

## История изучения

### До XX века
Галактику Треугольника, возможно, открыл Джованни Баттиста Годиерна ранее 1654 года, однако его записи неоднозначны и могут не относиться к этому объекту. Независимо от Годиерны туманность открыл Шарль Мессье 25 августа 1764 года и внёс в свой каталог — она получила обозначение M 33. В 1785 году Уильям Гершель предположил, что M 33 — один из объектов, сравнимых с нашей Галактикой, а в 1850 году лорд Росс обнаружил в ней спиральную структуру. В 1895 году Исаак Робертс сделал первую фотографию M 33.
Также Гершель в 1784 году открыл крупнейшую и самую яркую в галактике область H II, которая позже вошла в Новый общий каталог как NGC 604. Кроме неё в Новый общий каталог попали NGC 588, 592 и 595, которые открыл Генрих Луи Д'Арре в 1864 году, а сама M 33 получила в этом каталоге обозначение NGC 598. Ещё 11 объектов галактики, которые открыл Гийом Бигурдан в 1889 году, попали в Индекс-каталог: IC 131, 132, 133, 134, 135, 136, 137, 139, 140, 142 и 143.

### XX век
В 1911 году Эммануил Пален исследовал два самых ярких спиральных рукава галактики и обнаружил, что их форма описывается логарифмическими спиралями с разными углами закрутки. В 1915 году Фрэнсис Пиз измерил лучевую скорость галактики по её спектру и получил значение в −278 км/с, а в следующем году он же обнаружил различие в скорости ядра и одной из эмиссионных туманностей, благодаря чему сделал вывод о вращении галактики.
В 1916 году Адриан ван Маанен ошибочно обнаружил быстрое вращение M 33, сравнивая положения звёзд на фотопластинках — по его данным 1923 года, галактика должна была делать оборот за 60—240 тысяч лет. Подобная скорость вращения исключала бы возможность того, что M 33 находится вне нашей Галактики — в противном случае при таком периоде скорость вращения галактики должна была быть очень большой.
В то же время накапливались и свидетельства в пользу того, что M 33, как и другие спиральные туманности, находятся очень далеко, что входило в противоречие с результатами ван Маанена. Например, в 1922 году Джон Дункан открыл первые три переменные звезды в галактике, а в 1926 году Кнут Лундмарк наблюдал распределение звёзд по видимым величинам. Предполагая, что самые яркие звёзды сравнимы по яркости с ярчайшими известными звёздами, Лундмарк получил расстояние до галактики в 300 килопарсек, что существенно больше размеров Млечного Пути. Он также пересмотрел результаты наблюдений ван Маанена и обнаружил, что скорость вращения не может быть так велика, как считал последний.
Большой вклад в изучение M 33 внёс Эдвин Хаббл. В 1926 году, по результатам наблюдений на 100-дюймовом телескопе Маунт-Вилсон, он опубликовал подробную статью, посвящённую этой галактике.
Хаббл изучил 45 переменных звёзд в галактике — кривые блеска 35 из них чётко указывали на то, что это цефеиды. Поскольку зависимость период — светимость для цефеид уже была известна, Хаббл определил модуль расстояния и получил расстояние до галактики в 263 килопарсека. Несмотря на то, что эта величина заметно отличается от современного значения, вычисление Хаббла послужило доказательством внегалактической природы M 33.
Кроме цефеид, Хаббл исследовал яркие голубые переменные в M 33 и обнаружил две новых звезды. Он построил функцию светимости для звёзд M 33 и выяснил, что она сходна с таковой для нашей Галактики, а самые яркие звёзды сопоставимы с ярчайшими звёздами Млечного Пути. Хаббл построил диаграмму цвет — светимость для ярчайших звёзд галактики и обнаружил, что они в основном имеют голубой цвет.
Хаббл изучил диффузные туманности в M 33 и обнаружил некоторые сходства их с туманностями в Млечном Пути. Кроме того, он обратил внимание на ядро галактики и определил, что оно является не звездой, а протяжённым объектом. Также Хаббл смог определить скорость вращения галактики, на основе чего вычислил массу — он получил значение 1,5⋅1010 M⊙. С учётом допущенных неточностей и ошибки в расстоянии до галактики, результат Хаббла достаточно близок к современному.
После публикации статьи Хаббла изучение M 33 продолжалось. Например, в 1940 году галактика M 33 стала одной из первых, для которых с помощью электроприборов, а именно микрофотометра, было измерено распределение яркости в галактике. В 1959 году Жерар де Вокулёр провёл более глубокий фотометрический анализ, по которому определил некоторые параметры, такие как интегральную светимость, цвет галактики и её профиль яркости.
Кроме того, открывались различные объекты внутри галактики: например, начиная с 1940-х годов, были известны сотни областей H II, а к 1998 году число этих объектов возросло до 1030. В 1960 году был опубликован первый каталог звёздных скоплений галактики, содержавший 23 кандидата в скопления, а в дальнейшем количество известных скоплений также возрастало.

### XXI век
Некоторые открытия, связанные с галактикой Треугольника, были сделаны в XXI веке. Например, M33-EC1 — первое протяжённое скопление (см. выше), было открыто в 2008 году, а в 2010 году были обнаружены звёзды на расстояниях до 40 килопарсек от центра галактики. Космические телескопы также обеспечили большое количество данных о галактике: например, по результатам работы телескопа Хаббл было открыто и изучено большое количество звёздных скоплений, а Спитцер позволил детально исследовать структуру галактики и её межзвёздную среду. С помощью данных, полученных в 2018 году на космическом телескопе Gaia, была изучена динамика самой галактики и большого числа звёзд в ней.

## Наблюдения
Галактика Треугольника наблюдается в одноимённом созвездии. Она имеет видимую звёздную величину +5,7m, что делает её наблюдаемой невооружённым глазом при хороших условиях на очень тёмном небе. При таких наблюдениях протяжённость видимых частей галактики составляет 20—30 минут дуги, а угловые размеры галактики с её наиболее тусклыми частями составляют 71×42 минут дуги, так что площадь M 33 на небе превышает площадь Луны приблизительно в 4 раза. Поверхностная яркость бо́льшей части диска сравнима с поверхностной яркостью ночного неба, что осложняет наблюдения. Лучший месяц для наблюдения галактики — октябрь.
Таким образом, M 33 считается самым далёким объектом, который возможно увидеть невооружённым глазом, по крайней мере для большинства людей. Однако некоторые наблюдатели с очень хорошим зрением способны наблюдать невооружённым глазом и более далёкие галактики M 81 и M 83.
При наблюдении в бинокль галактика всё ещё выглядит как туманное пятно, но уже асимметричной формы. При хороших условиях наблюдения спиральная структура становится отчётливо заметна при использовании телескопа с диаметром объектива более 75 мм, но уже при умеренном световом загрязнении её не удаётся разглядеть даже при наблюдении в относительно крупный телескоп.
Телескоп с диаметром объектива 120 мм позволяет более чётко разглядеть хотя бы два спиральных рукава и обнаружить некоторые различия между ними, а также увидеть NGC 604, расположенную в 13 минутах дуги от центра. Телескоп с апертурой 350 мм даёт возможность наблюдать более тусклые спиральные рукава и различать большое количество деталей. Для наблюдения шаровых скоплений необходим телескоп с апертурой более 400 мм, а для отдельных ярчайших звёзд, таких как звезда Романо, ― 500 мм.

### Комментарии
1. ↑  Класс светимости I означает самые яркие галактики соответствующего типа, класс светимости V — наиболее тусклые[23].
2. 1 2 3 4 5 6 7  Металличность {\displaystyle {\ce {[Fe/H]}}} соответствует доле элементов тяжелее гелия, равной {\displaystyle {\ce {Z = 10^{[Fe/H]}}}} солнечной[36].